# Ferrari 156P
Chronologie des modèles (1960)
Ferrari 246P Ferrari 156
La Ferrari 156P est une monoplace de Formule 2 engagée par la Scuderia Ferrari lors du Grand Prix d'Italie 1960. Conçue par l'ingénieur italien Vittorio Jano, elle est pilotée par l'Allemand Wolfgang von Trips.

## Historique
Peu avant le Grand Prix d'Italie 1960, la Scuderia Ferrari teste une nouvelle monoplace de Formule 1. Bien qu'elle donne satisfaction à l'écurie italienne, celle-ci n'est pas engagée en course dans l'immédiat, le circuit de Monza étant une piste particulière, d'autant plus que se pose le choix du pilote à qui confier la monoplace. De plus, le faible nombre de pilotes engagés au Grand Prix d'Italie, eu égard au refus de Cooper, BRM et Lotus de faire rouler leurs voitures sur l'anneau de vitesse du circuit, oblige les organisateurs à autoriser l'engagement de monoplaces de Formule 2. Wolfgang von Trips, ne disposant de l'habituelle Ferrari D246, confiée à Willy Mairesse, Phil Hill et Richie Ginther, se voit attribuer par la Scuderia une Ferrari 156P, évoluant d'ordinaire en Formule 2.
Lors des qualifications, Wolfgang von Trips obtient le sixième temps en 2 min 51 s 9, à 10,5 secondes et demi de ses trois coéquipiers, qui obtiennent avec facilité les trois premières places de la grille. Pendant la nuit précédant la course, Ferrari, consciente de la faiblesse de la monoplace de l'Allemand, échafaude une stratégie afin de s'adjuger les quatre premières places à l'arrivée : alors que Hill et Ginther, premier et deuxième des qualifications, mèneront la course, Mairesse devra attendre von Trips et l'aspirer derrière lui. Ce plan fonctionne jusqu'au trente-neuvième tour, lors duquel Giulio Cabianca dépasse le pilote allemand. Bien qu'il n'ait effectué aucun arrêt aux stands, ses pneumatiques Dunlop se dégradent en fin de course et von Trips termine cinquième, à deux tours de ses coéquipiers,.

## Résultats en championnat du monde de Formule 1
| Saison | Écurie           | Moteur         | Pneus  | Pilotes            | Courses | Courses | Courses | Courses | Courses | Courses | Courses | Courses | Courses | Courses | Points inscrits | Classement |
| Saison | Écurie           | Moteur         | Pneus  | Pilotes            | 1       | 2       | 3       | 4       | 5       | 6       | 7       | 8       | 9       | 10      | Points inscrits | Classement |
| ------ | ---------------- | -------------- | ------ | ------------------ | ------- | ------- | ------- | ------- | ------- | ------- | ------- | ------- | ------- | ------- | --------------- | ---------- |
| 1960   | Scuderia Ferrari | Ferrari 171 V6 | Dunlop |                    | ARG     | MON     | 500     | P-B     | BEL     | FRA     | GBR     | POR     | ITA     | USA     | 26 (27)         | 3e*        |
| 1960   | Scuderia Ferrari | Ferrari 171 V6 | Dunlop | Wolfgang von Trips |         |         |         |         |         |         |         |         | 5e      |         | 26 (27)         | 3e*        |

Légende : ici 

* 1 point marqué avec la Ferrari 246P et 24 points marqués avec la Ferrari D246.